# Jogos da Micronésia
Os Jogos da Micronésia, ou Microjogos, (em inglês:  Micronesian Games, Micro Games) são um evento multiesportivo que acontece englobando as ilhas da Micronésia.  

## História
A primeira edição dos jogos foi realizada em Saipan, Ilhas Marianas do Norte. 
Apos a primeira edição em 1969, se esperava que o evento se tornasse regular. Mas, a segunda demorou 31 anos para acontecer em 1990. Desde então os Jogos se tornaram regulares a cada quatro anos sem falhas.
Os Jogos da Micronésia de 2010 seriam em Majuro nas Ilhas Marshall, mas a cidade renunciou ao direito de sediar o evento. Após isso os Jogos foram transferidos em menor escala para Palau.
Em 2018 os jogos foram realizados em Yap.

### Sedes anteriores
- 1969: Saipan, Ilhas Marianas do Norte
- 1990: Saipan, Ilhas Marianas do Norte
- 1994: Agaña, Guam
- 1998: Koror, Palau
- 2002: Pohnpei, Micronésia
- 2006: Saipan, Ilhas Marianas do Norte
- 2010: Koror, Palau
- 2014: Pohnpei, Estados Federados da Micronésia
- 2018: Yap, Estados Federados da Micronésia

## Participantes
Entre os participantes estão 4 países soberanos (as Ilhas Marshall, Kiribati, Nauru e Palau), a área insular americana em união política com os Estados Unidos (as Ilhas Marianas do Norte), um território organizado não incorporado dos Estados Unidos (Guam) e os quatro estados constituintes dos Estados Federados da Micronésia (Chuuk, Pohnpei, Kosrae e Yap, que competem separadamente).
Estes dez participantes estão todos localizados no grupo de ilhas da Micronésia, na Oceânia.
Todos os participantes também participam dos Jogos do Pacífico Sul, menos os Estados Federados da Micronésia que competem como um só país.

## Eventos
As modalidades integrantes são o atletismo, basquetebol, beisebol, futebol, golfe, lutas, natação, pesca submarina, softbol, tênis de mesa, triathlon, voleibol e o vôlei de praia.
Nos Jogos da Micronésia, também acontecem eventos que estão no programa e que são específicos para os países participantes. O va'a, e os esportes locais escalada de coqueiro e descascar o coco e também o "micro all around" que é uma competição que envolve as seguintes competições locais: lançamento de vara de pescar, natação, saltos ornamentais e os esportes locais escalada de coqueiro e descascar o coco. Estes eventos foram oficiais na edição dos Jogos da Micronésia de 2006.